# Lapo da Castiglionchio
Lapo da Castiglionchio (Firenze, ... – Roma, 27 giugno 1381) fu un giudice, canonista e scrittore amico del Petrarca.

## Biografia

### Protoumanista e canonista
Lapo de' Zanchini da Castiglionchio - pur in assenza di dati anagrafici precisi - si presume che sia nato a Firenze nei primi decenni del XIV secolo, da Lapo di Albertuccio da Castiglionchio, aristocratico la cui famiglia proveniva dal castello di Quona nella Valdisieve che fece parte di alcune onorevoli cariche politiche della Signoria fiorentina, e da Billa di Mizzufero Ferrantini. Con Boccaccio, Francesco Nelli e Zanobi da Strada Lapo frequentò l'ambiente degli amici fiorentini di Francesco Petrarca e, durante il passaggio di quest'ultimo in terra italiana in occasione del Giubileo del 1350, Lapo donò al fondatore dell'umanesimo l'Institutio oratoria del retore romano Quintiliano.
Nonostante la passione letteraria, Lapo decise comunque di incamminarsi verso gli studi giuridici (con riprovazione dello stesso Petrarca), recandosi così a Bologna verso il 1353, studiando con il noto decretalista Giovanni Calderini che lo avviò ad una fortunata carriera di canonista. Difatti, fu docente di diritto canonico presso lo Studio di Firenze, e accrebbe a tal punto il suo prestigio che gli permise di entrare nell'agone politico, lottando per l'accrescimento dei privilegi dell'aristocrazia contro le pretese del popolo minuto, istituendo quel provvedimento giuridico chiamato Ammonizione che permise ai magnati di estendere oltre misura il loro potere.

### L'esilio da Firenze e la morte
Nel 1378, durante il tumulto dei Ciompi, la sua vicinanza ai magnati fu decisiva per la sua caduta in disgrazia: la sua casa fu saccheggiata e data alle fiamme, ed egli venne messo al bando dai territori comunali, cui si aggiunse anche la condanna in contumacia alla pena capitale. Tra il 1378 e il 1380 risiedette a Padova, dove insegnò diritto canonico in quella città.
Messosi al servizio di Carlo di Durazzo, nella forza militare del quale confidava per rientrare a Firenze, il vecchio Lapo da Castiglionchio continuò a seguire il sovrano napoletano a Roma, quando questi venne incoronato re di Napoli nel 1382 da papa Urbano VI. Lapo rimase poi come suo rappresentante presso il pontefice, che lo nominò senatore di Roma. La morte lo colse il 27 giugno del 1381 e il suo corpo venne sepolto nella chiesa di San Francesco a Roma, dove ormai risiedeva. Ritornata nel frattempo la parte magnatizia al potere a Firenze, Lapo fu assolto dalle sue accuse post mortem nel 1382, mentre l'8 luglio del 1381, non appena si seppe della sua morte, fu recitata nella Basilica di Santa Croce una messa funebre.

### Famiglia e discendenza
Per gran parte della sua vita, Lapo fu chierico investito dei benefici dell'abbazia di Miransù. Poi, all'inizio degli anni '60 circa, Lapo sposò Margherita di Bernardo di Benincasa Folchi, da cui ebbe numerosi figli e poi il discendente, l'umanista Lapo da Castiglionchio detto il Giovane.

## Opere
Tra gli scritti pubblicati, si ricordano le Allegationes, il De hospitalitate, il De canonica portione et de quarta, le Tre orazioni e l'Epistola al figlio Bernardo, mentre rimangono ancora inedite le Repetitiones, il cui manoscritto si trova presso la Biblioteca del Municipio di Tours, e le Ricordanze reperibili tra le Carte Strozziane dell'Archivio di Stato di Firenze. Il corpus di Lapo da Castiglionchio è così articolato:
- Allegationes, Giovanni Reinardi, Roma, 1474
- De hospitalitate e De canonica portione et de quarta, in Tractatus universi iuris, Ziletti, Venezia, 1584
- Tre Orazioni di Lapo da Castiglionchio ambasciatore fiorentino a papa Urbano V e alla Curia in Avignone, a cura di R. Davidsohn, «Archivio Storico Italiano», a. XX, 1897, s. V, pp. 225–246
- Epistola al figlio Bernardo, a cura di L. Mehus, Corciolani e Colli, Bologna, 1753
- Epistola o sia ragionamento di Lapo da Castiglionchio, a cura di L. Mehus, Bologna, Corciolani e Colli, 1749
- Il libro memoriale de' figlioli di M. Lapo da Castiglionchio (1382), a cura di F. Novati, Bergamo, per nozze D'Ancona - Cassin, 1893
- Epistola al figlio Bernardo e due lettere di Bernardo al padre, a cura di S. Panerai, in Antica possessione con belli costumi. Due giornate di studio su Lapo da Castiglionchio il Vecchio (Firenze-Pontassieve, 3-4 ottobre 2003), a cura di F. Sznura, ASKA, 2005, pp. 323–449